# Râul Nădrag
Râul Nădrag este un curs de apă afluent al râului Timiș. Se formează în localitatea Nădrag prin confluența a două cursuri de apă: Valea Cornetului și Valea Padeșului.

## Hărți
- Harta munții Poiana Rusca  Arhivat în 12 martie 2010, la Wayback Machine.
- Harta județul Timiș